# Conotrachelus multicarinatus
Conotrachelus multicarinatus – gatunek chrząszcza z rodziny ryjkowcowatych.

## Zasięg występowania
Ameryka Południowa, występuje w Brazylii.

## Budowa ciała
Przednia krawędź pokryw znacznie szersza od przedplecza, tylna część zwężona. Na ich powierzchni podłużne żeberkowanie oraz niskie połużne garbki. Przedplecze okrągławe w zarysie, z przodu zwężone.